# N-Phenyl-2-naphthylamin
N-Phenyl-2-naphthylamin ist eine chemische Verbindung aus der Gruppe der Aminobenzole.

## Gewinnung und Darstellung
N-Phenyl-2-naphthylamin kann durch Reaktion von 2-Naphthol mit Anilin-Hydrochlorid gewonnen werden, was bereits 1880 von Carl Graebe veröffentlicht wurde.

## Eigenschaften
N-Phenyl-2-naphthylamin ist ein brennbarer, schwer entzündbarer fast farbloser geruchloser schuppiger Feststoff, der praktisch unlöslich in Wasser ist und sich an Luft nach grau-rosa verfärbt.

## Verwendung
N-Phenyl-2-naphthylamin wird als Antioxidans (zum Beispiel für Semtex) und Stabilisator (für 1,3-Butadien) verwendet.